# Jan-Allan Stefansson
Jan-Allan Stefansson, född 1964, är en svensk serieskapare som är mest känd för serien Staaan, om sin hemstad Skellefteå. Stefansson är bosatt i Umeå och arbetar på SVT Västerbottensnytt, Eftersnack och Sportnytt. Han tecknar under signaturen JAS.